# Joel Griffiths
Joel Griffiths, avstralski nogometaš in trener, * 21. avgust 1979, Sydney, Avstralija.
Za avstralsko reprezentanco je odigral tri uradne tekme in dosegel en gol.